# Brjastowez
Brjastowez (auch Bryastovets geschrieben, bulgarisch Брястовец) ist ein Dorf in der Gemeinde und gleichnamigen Provinz/Oblast Burgas im Südosten Bulgariens. Jährlich wird am 16. Mai das Dorffest gefeiert.
Brjastowez liegt im Balkangebirge rund 20 km nördlich vom Gemeindezentrum Burgas. Nachbarorte sind die Gemeindedörfer Draganowo (ca. 4 km nordwestlich), Isworischte (ca. 3 km südöstlich) und Rudnik (ca. 3 km östlich). Der Verkehrsbetrieb der Stadt Burgas, Burgasbus unterhält regelmäßige Verbindungen nach Brjastowez.